# Ashes to Ashes (데이비드 보위의 노래)
〈Ashes to Ashes〉는 잉글랜드의 싱어송라이터 데이비드 보위의 노래이다. 1980년 9월에 발표한 정규 음반 《Scary Monsters (and Super Creeps)》의 리드 싱글로 보위 홀로 작사 및 작곡하였으며, 프로듀싱에는 토니 비스콘티가 함께 작업하였다.

## 순위
| 출판사        | 주제                                                 | 연도   | 순위      | 출처   |
| ------------- | ---------------------------------------------------- | ------ | --------- | ------ |
| 가디언        | 데이비드 보위의 가장 위대한 노래 50곡                | 2020   | 2         | [ 2 ]  |
| 롤링 스톤     | 데이비드 보위: 반드시 들어야 할 30곡                 | 2020   | 순위 없음 | [ 3 ]  |
| 롤링 스톤     | 독자 설문 조사: 최고의 데이비드 보위 노래 10곡       | 2013   | 6         | [ 4 ]  |
| 롤링 스톤     | 데이비드 보위 최고의 노래 100곡                      | 2015   | 10        | [ 5 ]  |
| 복스          | 데이비드 보위를 정의하는 13곡의 노래                 | 2016년 | 순위 없음 | [ 6 ]  |
| 비츠 퍼 미닛  | 1980년대 최고의 트랙 100곡                           | 2011   | 26        | [ 7 ]  |
| 슬랜트 매거진 | 1980년대 최고의 싱글 100곡                           | 2012   | 27        | [ 8 ]  |
| 언컷          | 데이비드 보위 최고의 노래 30곡                       | 2015   | 6         | [ 9 ]  |
| 컨시퀀스      | 데이비드 보위 최고의 노래 70곡                       | 2021   | 30        | [ 10 ] |
| 페이스트      | 최고의 데이비드 보위 노래 24곡                       | 2013   | 16        | [ 11 ] |
| CBS 뉴스      | 가장 위대한 데이비드 보위의 노래 25곡                | 2016   | 순위 없음 | [ 12 ] |
| NME           | 1980년 최고의 노래                                   | 1980   | 5         | [ 13 ] |
| NME           | 1980년대 최고의 노래 100곡                           | 2012   | 26        | [ 14 ] |
| NME           | 데이비드 보위의 가장 위대한 40곡 (NME와 친구들 선정) | 2018   | 9         | [ 15 ] |
| Q             | 역대 최고의 노래 1001곡                              | 2003   | 순위 없음 | [ 16 ] |

## 곡 목록
영국 7인치 싱글
1. 〈Ashes to Ashes〉 – 3:35
2. 〈Move On〉 – 3:16

미국 7인치 싱글
1. 〈Ashes to Ashes〉 – 3:35
2. 〈It's No Game (Part 1)〉

## 참여진
크레딧은 전기 작가 크리스 오리어리의 책에서 발췌하였다.
- 데이비드 보위 – 리드 보컬, 백 보컬, 프로듀싱
- 척 해머 – 롤랜드 GR-500 기타 신시사이저
- 로이 비탠 – 플랜징 피아노
- 앤디 클라크 – 미니무그, 야마하 CS-80
- 카를로스 알마르 – 리듬 기타
- 조지 머레이 – 베이스
- 데니스 데이비스 – 드럼
- 토니 비스콘티 – 셰이커 및 다른 타악기, 프로듀싱, 엔지니어링
- 래리 알렉산더 – 엔지니어링
- 제프 헨드릭슨 – 엔지니어링

## 차트 성과
| 차트 (1980–1981)                  | 최고 순위 |
| --------------------------------- | --------- |
| 오스트레일리아 (켄트 뮤직 리포트) | 3         |
| 오스트리아 (Ö3 오스트리아 탑 40)  | 6         |
| 벨기에 (울트라탑 50 플랑드르)     | 15        |
| 캐나다 RPM 톱 싱글                | 35        |
| 아이리시 싱글 차트                | 4         |
| 네덜란드 (네덜란드스 탑 40)       | 11        |
| 네덜란드 (싱글 톱 100)            | 15        |
| 뉴질랜드 (레코드 뮤직 NZ)         | 6         |
| 노르웨이 (VG-리스타)              | 3         |
| 스웨덴 (스베리예토프리스탄)       | 6         |
| 스위스 (슈바이처 히트파라데)      | 11        |
| 영국 싱글 (OCC)                   | 1         |
| 미국 빌보드 버블링 언더 더 핫 100 | 101       |
| 미국 빌보드 디스코 톱 100         | 21        |
| 미국 캐시 박스 톱 100 싱글        | 79        |
| 서독 (오피셜 저먼 차트)           | 9         |

| 차트 (2016)   | 최고 순위 |
| ------------- | --------- |
| 프랑스 (SNEP) | 14        |

### 참고 자료
- 도겟, 피터 (2012년). 《The Man Who Sold The World: David Bowie And The 1970s》. 뉴욕: 하퍼콜린스 북스. ISBN 978-0-06-202465-7.
- 오리어리, 크리스 (2019년). 《Ashes to Ashes: The Songs of David Bowie 1976–2016》 (영어). 런던: 리피터. ISBN 978-1-912248-30-8.
- 휘트번, 조엘 (2015). 《The Comparison Book》 (영어). 메노노미 폴스, 위스콘신주: 레코드 리서치. ISBN 978-0-89820-213-7.